# Cooper Huckabee
Thomas Cooper Huckabee (ur. 8 maja 1951 w Mobile w stanie Alabama) – amerykański aktor filmowy i telewizyjny.

## Życiorys
Ukończył Davidson High School w Mobile w stanie Alabama. Był członkiem drużyny futbolowej University of Southern Mississippi, gdzie także studiował.
Popularność przyniosły mu role w filmach: Miejski kowboj (Urban Cowboy, 1980) w reżyserii Jamesa Bridgesa, w którym wcielił się w postać Marshalla, filmowego przyjaciela Johna Travolty, Lunapark (The Funhouse, 1981) Tobe’a Hoopera, w którym wystąpił w głównej roli męskiej, oraz Gettysburg (1993) Ronalda F. Maxwella, gdzie zagrał szpiega, Henry’ego T. Harrisona. Występuje również gościnnie w serialach telewizyjnych, takich jak Ostry dyżur (ER).

## Filmografia

### Filmy fabularne
- 1978: Nieczyste zagranie (Four Play) jako Sandy
- 1980: Joni jako Dick Filbert
- 1980: Miejski kowboj (Urban Cowboy) jako Marshall
- 1981: Lunapark (The Funhouse) jako Buzz Dawson
- 1986: Oko tygrysa (Eye of the Tiger) jako Roger
- 1989: Cohen i Tate (Cohen and Tate) jako Jeff Knight
- 1990: Nocne oczy (Night Eyes) jako Ernie
- 1992: Pole miłości (Love Field) jako zastępca Swinson
- 1993: Gettysburg jako Henry T. Harrison
- 1994: Wystrzałowe dziewczyny (Bad Girls) jako zastępca Earl
- 1997: Turbulencja (Turbulence) jako komandor W. Hadfield
- 1999: Córka generała (The General's Daughter) jako pułkownik Weems
- 2000: Kosmiczni kowboje (Space Cowboys) jako inżynier trajektorii
- 2003: Generałowie (Gods and Generals) jako Henry T. Harrison
- 2012: Django (Django Unchained) jako Lil Raj Brittle

### Seriale TV
- 1976: Domek na prerii jako Herman Stone
- 1976: Sierżant Anderson jako Yancey Parnell
- 1977: Barnaby Jones jako Steve Barker / 'Hobo'
- 1978: Dallas jako Peyton Allen
- 1985: MacGyver jako Bill Farren
- 1995: Strażnik Teksasu jako Earl Nelson
- 1997: Ostry dyżur (ER) jako Hayes
- 2001: Słoneczny patrol jako Deke Bishop
- 2008: The Shield: Świat glin jako Irving Heap
- 2009: CSI: Kryminalne zagadki Las Vegas jako Gomez
- 2009: Terminator: Kroniki Sary Connor jako sprzedawca
- 2009: Gliniarze z Southland jako Lester Brown
- 2009: FlashForward: Przebłysk jutra jako kierowca ciężarówki
- 2009: Dexter jako Joe Nix
- 2010: Prawo i porządek: Los Angeles jako Hal
- 2011: Zabójcze umysły: Okiem sprawcy jako Emory Boyd
- 2011: CSI: Kryminalne zagadki Las Vegas jako Rick Fetzer
- 2012: Mroczne zagadki Los Angeles jako Norman Hall
- 2013: Zabójcze umysły jako Raoul Whalen
- 2014: Longmire jako George Linder
- 2015: Detektyw jako ojciec Franka